# Olivingruppe

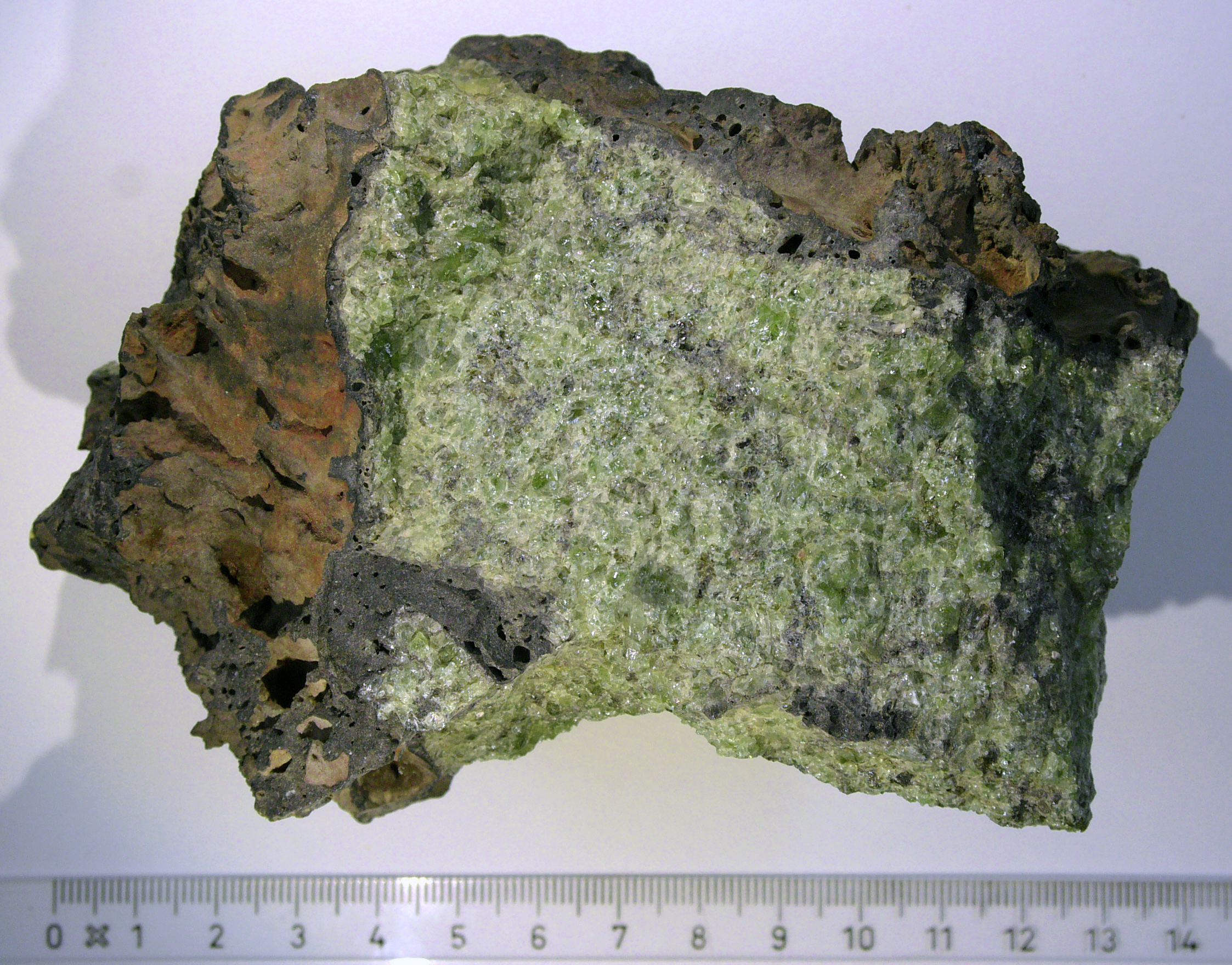
Körniges Olivin-Aggregat vom Mount Erebus, Ross-Insel, Antarktis

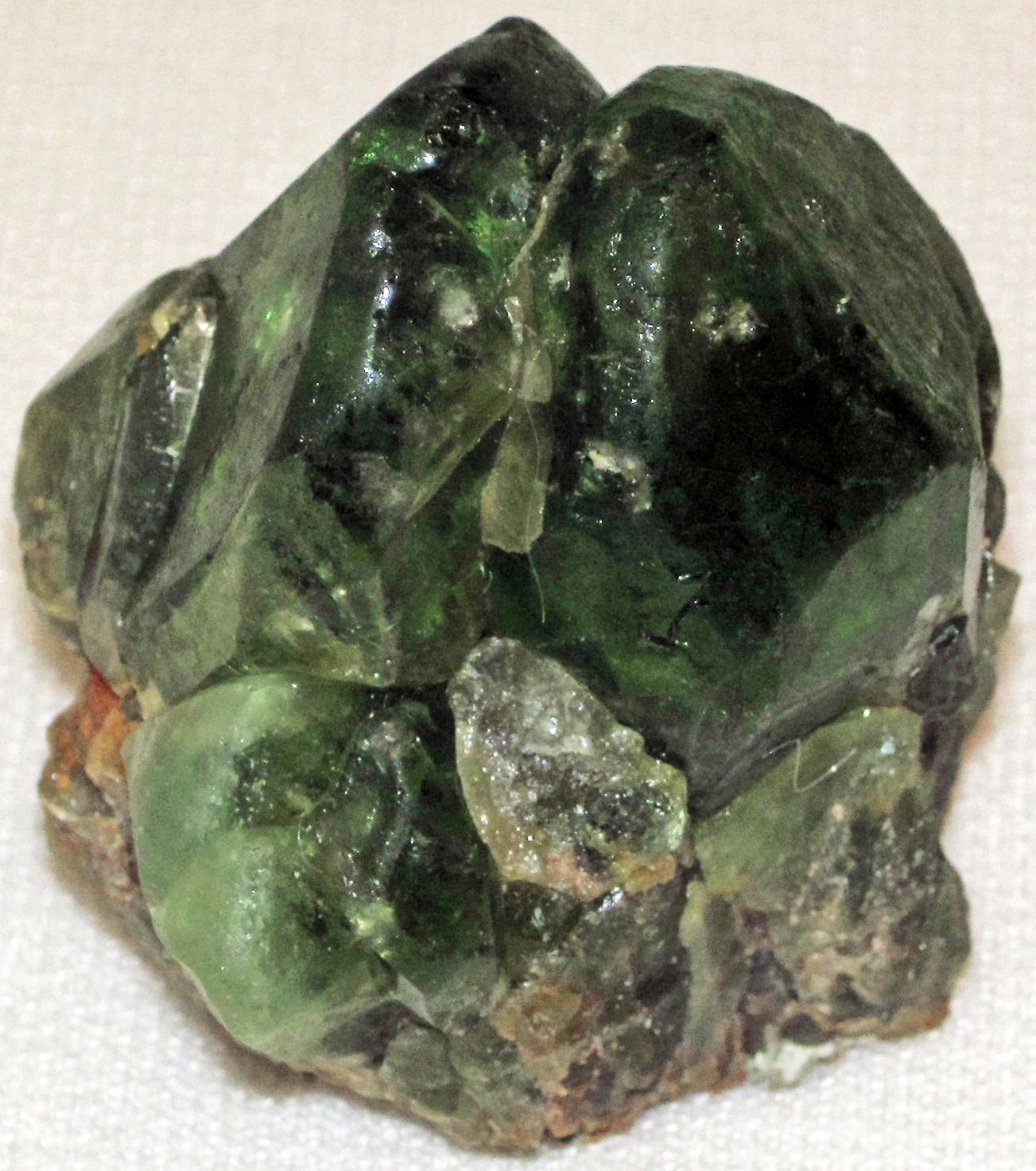
Olivin-Kristallstufe (Forsterit) aus der Olivin-Lagerstätte „Sapat“, North West Frontier, Pakistan

Als Olivingruppe (kurz: der Olivin) wird eine Gruppe von Mineralen ähnlicher Zusammensetzung und Struktur aus der Mineralklasse der „Silikate und Germanate“ bezeichnet. Definitionsgemäß gehören dieser Gruppe Inselsilikate mit der allgemeinen Zusammensetzung A22+[SiO4] an, wobei A als Platzhalter für die chemischen Elemente Blei, Calcium, Cobalt, Eisen, Magnesium, Mangan und Nickel dient.
Alle Mitglieder der Olivingruppe kristallisieren im orthorhombischen Kristallsystem. Einzige Ausnahme ist der Laihunit, der in monokliner Symmetrie kristallisiert. Die Gruppenmitglieder entwickeln meist durchsichtige bis durchscheinende Kristalle mit einem tafeligen bis prismatischen Habitus und einem fett- bis glasähnlichen Glanz auf den Oberflächen. Die Farbe variiert meist zwischen hell- und dunkelgrün, kann aber auch gelbbraun bis schwarz und selten auch farblos sein. Auf der Strichtafel hinterlässt Olivin immer einen weißen Strich.
Mit einer Mohshärte von 6 bis 7 gehören die Olivine zu den mittelharten Mineralen, die sich wie das Referenzmineral Orthoklas (Härte 6) gerade noch mit einer Stahlfeile ritzen lassen oder wie Quarz (Härte 7) selbst in der Lage sind, Fensterglas zu ritzen. Olivin-Kristalle sind nach der c-Fläche (001) sehr deutlich und nach der b-Fläche (010) gut bis unvollkommen spaltbar. Zerbrechen die Kristalle nach anderen Raumrichtungen, sind die Bruchflächen unregelmäßig und muschelförmig.

## Etymologie und Geschichte
Die Kurzbezeichnung Olivin stammt aus lateinisch oliva für Olive. Abraham Gottlob Werner wählte 1790 diesen Namen aufgrund der überwiegend oliv- bis flaschengrünen Farbe dieser Mineralgruppe.
Die Edelsteinvarietät Peridot wird schon seit dem 15. Jahrhundert v. Chr. auf der Insel Zebirget (Zabargad) im Roten Meer abgebaut. Er wurde in Europa hauptsächlich durch die Kreuzzüge bekannt. Erst im Jahre 1772 wurden normale Olivine als eigenständige Minerale erkannt – ausgerechnet in einem Meteoriten.

## Klassifikation
Bereits in der seit 1977 veralteten 8. Auflage der Mineralsystematik nach Strunz gehörte die Olivingruppe (hier: Olivin-Reihe) mit der System-Nr. VIII/A.03 zur Abteilung der „Inselsilikate (Nesosilikate)“ und bestand aus den Mitgliedern Fayalit (auch Hortonolith), Forsterit, dem zu dieser Zeit noch als ein Mineral angesehenen Olivin und Tephroit sowie den inzwischen diskreditierten Varietäten der Fayalit-Tephroit-Serie Knebelit und Eisenknebelit.
Im Lapis-Mineralienverzeichnis nach Stefan Weiß, das sich aus Rücksicht auf private Sammler und institutionelle Sammlungen noch nach dieser alten Form der Systematik von Karl Hugo Strunz richtet, erhielt die Olivingruppe (auch Olivin-Gruppe) die System-Nr. VIII/A.04. In der „Lapis-Systematik“ entspricht dies ebenfalls der Abteilung „Inselsilikate mit [SiO4]-Gruppen“, wo die Gruppe sich aus den Mitgliedern Fayalit, Forsterit, Laihunit, Liebenbergit und Tephroit zusammensetzt (Stand 2018).
Auch die seit 2001 gültige und von der International Mineralogical Association (IMA) zuletzt 2009 aktualisierte 9. Auflage der Strunz’schen Mineralsystematik ordnet die Olivingruppe in die Abteilung der „Inselsilikate (Nesosilikate)“ ein. Diese ist allerdings weiter unterteilt nach der möglichen Anwesenheit weiterer Anionen und der Koordination der beteiligten Kationen, so dass die Olivingruppe mit der System-Nr. 9.AC.05 entsprechend der Zusammensetzung der Mitglieder Fayalit, Forsterit, Glaukochroit, Kirschsteinit, Laihunit, Liebenbergit und Tephroit in der Unterabteilung „Inselsilikate ohne zusätzliche Anionen; Kationen in oktaedrischer [6]er-Koordination“ zu finden ist.
Die vorwiegend im englischen Sprachraum gebräuchliche Systematik der Minerale nach Dana ordnet die Olivingruppe ebenso in die Abteilung der „Inselsilikatminerale“ ein. Hier erhielt sie die System-Nr. 51.03.01, besteht aus den Mitgliedern Olivin, Fayalit, Forsterit, Liebenbergit, Tephroit und Laihunit und ist innerhalb der Unterabteilung „Inselsilikate: SiO4-Gruppen mit allen Kationen nur in oktahedraler [6]-Koordination“ zu finden.

## Kristallstruktur

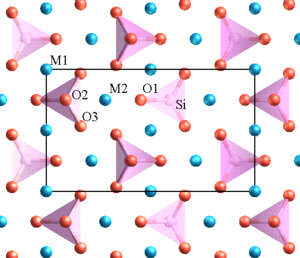
Kristallstruktur von α-Olivin
a-Achse = waagerecht
b-Achse = senkrecht
c-Achse = zeigt zum Betrachter
M = Metall-Ionen (Mg oder Fe).

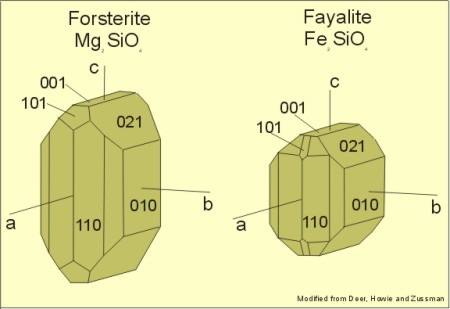
Kristallflächen bei Olivin

Die Struktur der Olivine ähnelt der einer hexagonal dichtesten Kugelpackung, bei der die Sauerstoffatome die Packungsebenen darstellen. Das Silicium füllt dabei die entstehenden Tetraederlücken, Magnesium und Eisen entsprechend die Oktaederlücken.
Im oberen Mantel durchlaufen Olivine aufgrund des steigenden Drucks und steigender Temperatur zwei Phasenumwandlungen. In etwa 410 km Tiefe (410-km-Diskontinuität) entsteht die Hochdruck-Modifikation Wadsleyit („modifizierter Spinell“, auch als β-Olivin bezeichnet) und ab etwa einer Tiefe von 520 km (520-km-Diskontinuität) geht dieser in Ringwoodit („Spinell“, auch als γ-Olivin bezeichnet) über. Neben diesen stabilen Polymorphen existiert mit Poirierit (ε*-Phase) auch eine metastabile Form, die strukturell zwischen α-Olivin, Wadsleyit und Ringwoodit liegt. Sie wurde in Form mikroskopisch kleiner Lamellen in Ringwoodit-Körnern in schockmetamorph überprägten Meteoriten nachgewiesen.
Die Bezeichnung „Spinell“ bezieht sich hier nur auf die Kristallstruktur und ist nicht mit dem eigentlichen Mineral Spinell zu verwechseln. An der Grenze zwischen oberem und unterem Mantel in 660 km Tiefe zerfällt Ringwoodit schließlich in Bridgmanit (Mg,Fe)SiO3 (Perowskit-Struktur) und Magnesiowüstit (Mg,Fe)O. Insbesondere die Phasengrenzen bei 410 und 660 km werden mit markanten seismischen Diskontinuitäten, an denen Erdbebenwellen reflektiert bzw. gebrochen werden, in Verbindung gesetzt und definieren somit die Mantelübergangszone.

## Einzelminerale und Varietäten
Im engeren Sinne wird als Olivin zwar überwiegend ein Mischkristall der Reihe Forsterit–Fayalit gesehen, allerdings bilden diese Minerale auch mit Tephroit Mischkristalle, so dass die Olivinreihe eigentlich aus drei Endgliedern besteht:
- dem dichteren eisenhaltigen Fayalit Fe2[SiO4] (Molmasse 203,78; Schmelzpunkt 1490 K)
- dem magnesiumhaltigen Forsterit Mg2SiO4 (Molmasse 140,71; Schmelzpunkt 2163 K)
- dem manganhaltigen Tephroit Mn2SiO4

Benannte Zwischenglieder sind Hyalosiderit und Hortonolith, die aber keine eigenständigen Minerale darstellen. Klare und große Olivinkristalle sind geschätzte Schmucksteine und werden als Peridot oder Chrysolith bezeichnet.
Im Dünnschliff ist Olivin meist farblos (selten schwach gelb) und von unregelmäßigen Brüchen durchzogen, die nur sehr schwach eine Spaltbarkeit andeuten. Das Mineral unterliegt zahlreichen Umwandlungsreaktionen (etwa der Bildung von Iddingsit, Serpentinit oder Viridit), die mitunter zur Bildung von Pseudomorphosen führen. In Vulkaniten zeigt Olivin häufig idiomorphe Formen, in Plutoniten treten meist xenomorphe Körner auf. Unter gekreuzten Polarisatoren zeigen sich leuchtende Interferenzfarben der 2. Ordnung.

## Bildung und Fundorte
Olivine sind die häufigsten Silikate und gesteinsbildende Minerale. Sie bilden den Hauptbestandteil des oberen Erdmantels, wo die Magnesium- und Eisenanteile des Olivins etwa im Verhältnis 9:1 stehen, und entstehen in basischen und ultrabasischen intrusiven magmatischen Gesteinen wie Gabbro und Peridotit, aber auch in extrusiven wie dem Basalt. Dunit ist ein intrusives Gestein, das fast ausschließlich aus Olivin besteht und in dem bis zu 15 cm große Forsteritkristalle gefunden wurden.
Durch Metamorphose entsteht Olivin als Forsterit aus dolomitreichem Kalkstein; umgekehrt bilden sich durch Verwitterungsprozesse und durch Kontakt mit mineralreichen hydrothermalen Lösungen Serpentine aus Olivin (Serpentinisierung). Die Erosion von Basaltlava führt an manchen Stellen zur Entstehung dunkelgrüner Olivinsande. Schließlich kommt Olivin auch in einer Gruppe der Stein-Eisen-Meteorite, den Pallasiten und den meisten Chondriten, sowie einigen Steinmeteoriten, wie den Ureiliten vor. Die Olivinkristalle sind hier in eine Nickel-Eisen-Matrix eingebettet.
Anfang März 2007 wurde berichtet, dass im Bereich der Fifteen-Twenty Fracture Zone (FTFZ) des Mittelatlantischen Rückens, auf halbem Wege zwischen Barbados und Teneriffa, ein ungewöhnliches Loch in der Erdkruste entdeckt wurde, durch das man direkt auf den Fels des Erdmantels aus grün schimmerndem Olivin sehen könne.

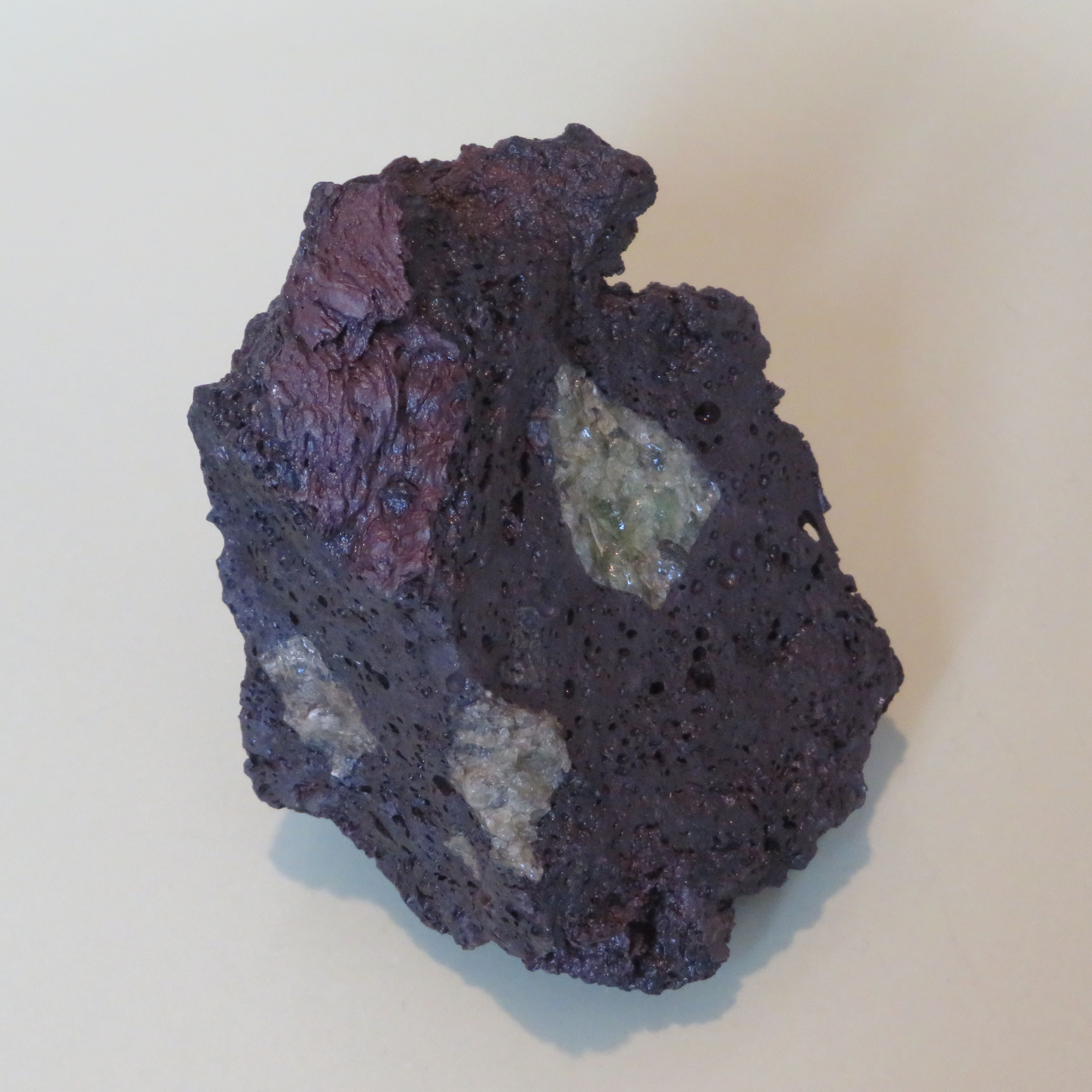
Lava mit Olivin, Azoren
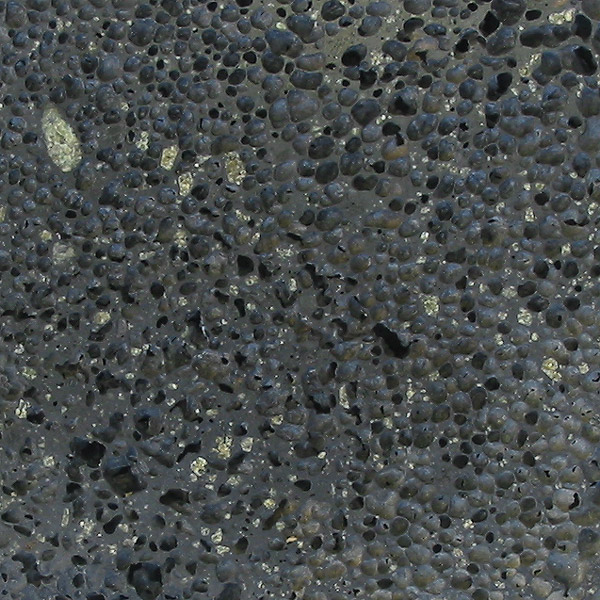
Olivinbasalt, vergrößert
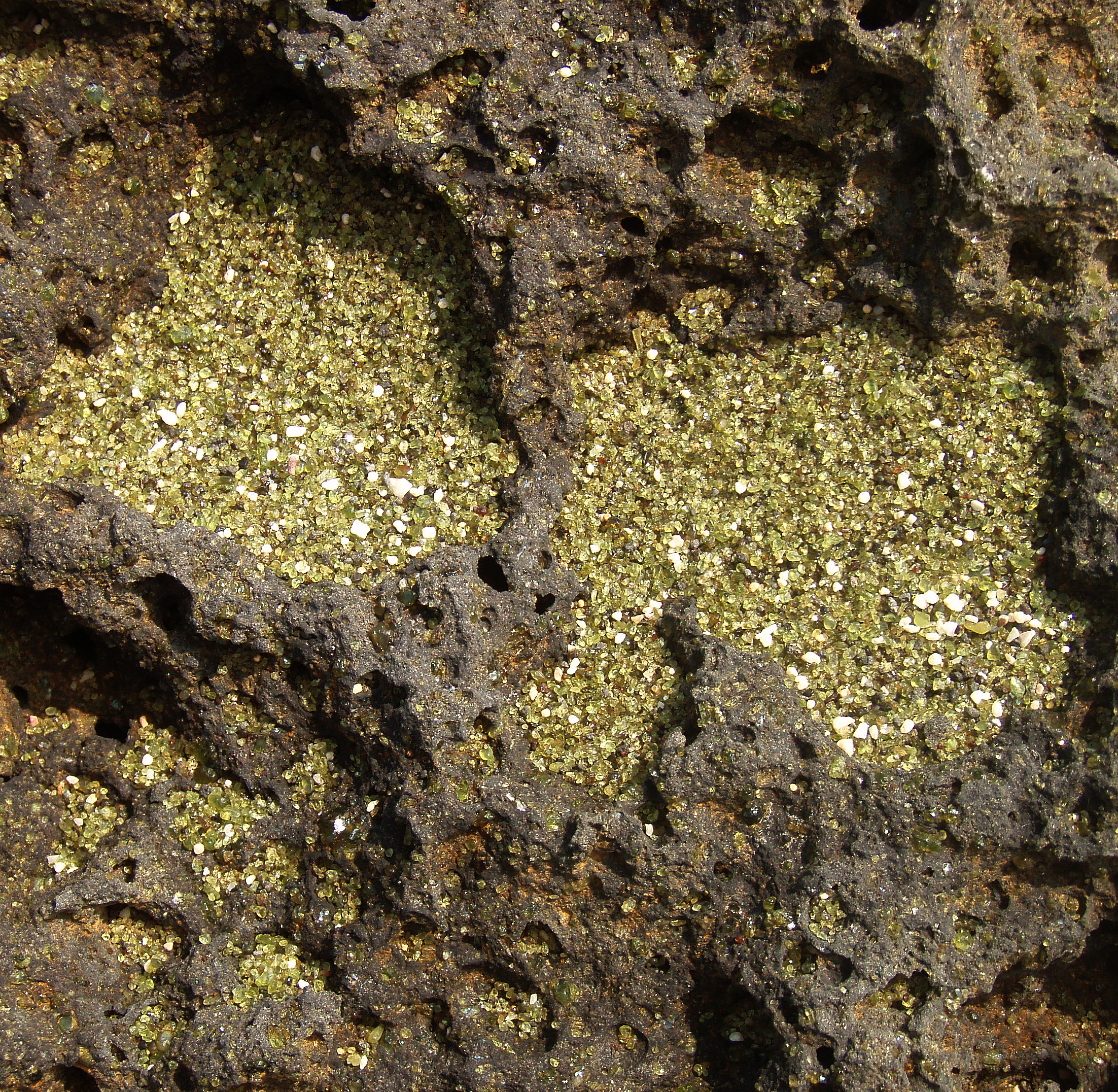
Grüner Olivinsand auf Hawaii

Im April 2011 meldete ein US-amerikanisches Forscherteam die Entdeckung von Olivinkristallen (Forsterit) in der protostellaren Wolke des Protosterns HOPS-68 mit Hilfe des Spitzer-Weltraumteleskops. Die Wissenschaftler nehmen an, dass das zunächst amorphe Material nahe dem Protostern getempert wird und dabei kristallisiert, bevor es durch Transportvorgänge in den kühleren äußeren Bereich der Staubhülle befördert wird. Auch in zahlreichen weiteren kosmischen Umgebungen wurde Olivin mit Methoden der Infrarot-Spektroskopie nachgewiesen: in mehreren Kometen, in den Staubhüllen pulsierender Roter Riesensterne, in Planetarischen Nebeln sowie in protoplanetaren Scheiben.

## Verwendung

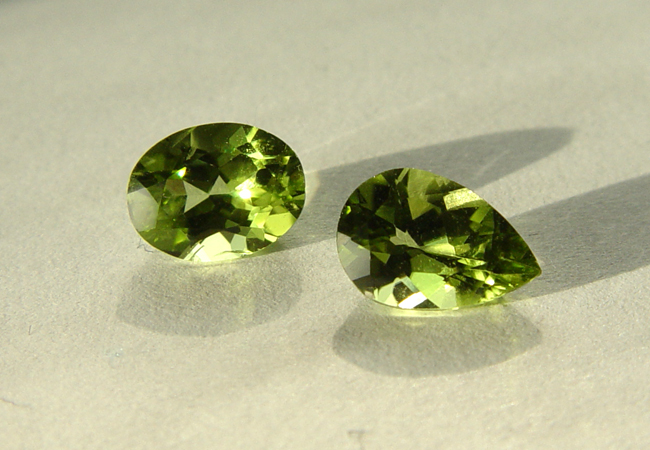
Peridot, 1.49ct und 1.36ct, China

Die besonders reine, transparent-grüne Variante des Olivins, der Peridot, der auch als Chrysolith bezeichnet wird, findet als Schmuckstein Verwendung.
Normaler Olivin wird bei der Herstellung hitzeresistenter Gläser und feuerfester Werkstoffe sowie für die Herstellung von Eisenerzpellets als Schlackenbildner genutzt. Olivinsand dient als Formsand in der Metallgießerei sowie als Abrasiv. Zudem dient er als Katalysator bei Holzvergasungsprozessen, etwa in der Pilotanlage in Güssing, Österreich.
Außerdem eignet sich Olivin als Wärmespeicher unter anderem in Nachtspeicherheizungen und als Aufgussstein für die Sauna.